# Мухіані (Цхалтубський муніципалітет)
Мухіані (груз. მუხიანი) — село в Грузії.
За даними перепису населення 2014 року в селі проживає 1058 осіб.